# Monodora crispata
Monodora crispata är en kirimojaväxtart som beskrevs av Adolf Engler. Monodora crispata ingår i släktet Monodora och familjen kirimojaväxter. Inga underarter finns listade i Catalogue of Life.